# گئورگی بوژیلوف
گئورگی بوژیلوف (بلغاری: Георги Божилов؛ زادهٔ ۱۲ فوریهٔ ۱۹۸۷) بازیکن فوتبال اهل بلغارستان است.
از باشگاه‌هایی که در آن بازی کرده است می‌توان به اشاره کرد.
وی همچنین در تیم ملی فوتبال بلغارستان بازی کرده است.